# Nollsummetänkande
Nollsummetänkande uppfattar situationer som nollsummespel, där en persons vinst skulle vara en annans förlust. Termen är härledd från spelteorin. Till skillnad från spelteorikonceptet hänvisar nollsummetänkande till en psykologisk konstruktion – en persons subjektiva tolkning av en situation. Nollsummetänkande kan uttryckas i talesättet "din vinst är min förlust" (eller omvänt, "din förlust är min vinst"). Rozycka-Tran et al. (2015) definierade nollsummetänkande som:
Ett allmänt uppfattningssystem om den antagonistiska naturen hos sociala relationer, som delas av människor i ett samhälle eller en kultur och baseras på det implicita antagandet att en begränsad mängd varor existerar i världen, där en persons vinst gör andra till förlorare, och vice versa. ... en relativt permanent och allmän övertygelse om att sociala relationer är som ett nollsummespel. Människor som delar denna övertygelse tror att framgång, särskilt ekonomisk framgång, endast är möjlig på bekostnad av andra människors misslyckanden.
Nollsummetänkande är en kognitiv bias mot nollsummetänkande; det är människors tendens att intuitivt bedöma att en situation är nollsummetänkande, även när så inte är fallet. Denna bias främjar nollsummefel, falska övertygelser om att situationer är nollsumme. Sådana felaktigheter kan orsaka andra felaktiga bedömningar och dåliga beslut. Inom ekonomi hänvisar "nollsummefelslut" vanligtvis till felslutet med fast cirkel.

## Exempel
Det finns många exempel på nollsummetänkande, några av dem felaktiga.
1. När jurymedlemmar antar att bevis som är förenliga med mer än en teori inte ger stöd för någon teori, även om bevisen är oförenliga med vissa möjligheter eller om teorierna inte utesluter varandra.[7]
2. När elever i ett klassrum tror att de betygsätts utifrån en kurva när de i själva verket betygsätts utifrån förutbestämda standarder.[8]
3. I en förhandling när en förhandlare tror att de bara kan vinna på bekostnad av den andra parten (dvs. att ömsesidig vinning inte är möjlig).[9]
4. I samband med social gruppkonkurrens, tron att fler resurser för en grupp (t.ex. invandrare) betyder mindre för andra (t.ex. icke-invandrare).[10]
5. Allsvensk, mästare på ingenting : idén att ha fler färdigheter innebär att ha mindre fallenhet (även känt som kompensatoriskt resonemang).[11]
6. I debatten om upphovsrättsintrång, idén att varje obehörig kopiering är en förlorad försäljning.[12][13][14]
7. När politiker argumenterar för att internationell handel måste innebära att en part "vinner" och en annan "förlorar" när överföring av varor och tjänster till ömsesidigt godtagbara priser i allmänhet är ömsesidigt fördelaktigt, eller att ett handelsunderskott representerar en "förlust" av pengar till ett annat land.
8. Grupptillhörighet behandlas ibland som nollsumme, så att starkare medlemskap i en grupp ses som svagare medlemskap i en annan.[15]

## Orsaker
Det finns inga bevis som tyder på att nollsummetänkande är ett bestående inslag i mänsklig psykologi. Spelteoretiska situationer gäller sällan för fall av individuellt beteende. Detta demonstreras av den vanliga reaktionen på fångarnas dilemma.
Nollsummetänkande är resultatet av både närliggande och yttersta orsaker.

### Yttersta orsakerna
När det gäller yttersta orsakssambandet kan nollsummetänkande vara ett arv från mänsklig evolution. Mer specifikt kan det förstås som en psykologisk anpassning som underlättade framgångsrik resurskonkurrens i förfädernas mänskliga miljö där resurser som partner, status och mat var ständigt knappa. Rubin menar till exempel att den teknologiska tillväxttakten var så långsam under den period då moderna människor utvecklades att ingen individ skulle ha observerat någon tillväxt under sin livstid: "Varje person skulle leva och dö i en värld av konstant teknologi och inkomst. Således fanns det inget incitament att utveckla en mekanism för att förstå eller planera för tillväxt" (s. 162). Rubin pekar också på exempel där lekmäns och ekonomers uppfattning om ekonomiska situationer skiljer sig åt, såsom den så kallade klump-av-arbete-felslutningen. Ur detta perspektiv kan nollsummetänkande förstås som det standardsätt som människor tänker på resursallokering, vilket måste avläras genom till exempel en utbildning i grundläggande ekonomi.

### Närliggande orsaker
Nollsummetänkande kan också förstås i termer av närliggande kausalitet, vilket hänvisar till individers utvecklingshistoria under sin egen livstid. De närmaste orsakerna till nollsummetänkande inkluderar de erfarenheter som individer har av resursallokering, såväl som deras uppfattningar om specifika situationer, eller deras uppfattningar om världen i allmänhet.

#### Resurssnåla miljöer
En av de närmaste orsakerna till nollsummetänkande är de erfarenheter som individer har av knappa resurser eller nollsummetänkande i sin utvecklingsmiljö. År 1965 hävdade George M. Foster att medlemmar i "bonde"-samhällen har en "bild av begränsad vara", vilket han menade lärdes in genom erfarenheter i ett samhälle som i huvudsak var nollsumma.
"Den modell för kognitiv orientering som för mig bäst kan förklara bönders beteende är 'Bilden av begränsad vara'." "Med 'bilden av begränsad vara' menar jag att breda områden av böndernas beteende är utformade på ett sådant sätt att det antyder att bönder ser sina sociala, ekonomiska och naturliga universum – sin totala miljö – som ett där alla önskade saker i livet, såsom mark, rikedom, hälsa, vänskap och kärlek, manlighet och heder, respekt och status, makt och inflytande, säkerhet och trygghet, existerar i begränsad mängd och alltid är en bristvara, vad bonden beträffar. Inte bara existerar dessa och alla andra "bra saker" i begränsade och begränsade mängder, utan dessutom finns det inget sätt direkt inom böndernas makt att öka de tillgängliga kvantiteterna ... När bonden ser sin ekonomiska värld som en där begränsat gott råder, och han bara kan utvecklas på bekostnad av en annan, är han vanligtvis mycket nära sanningen." (s. 67-68)
På senare tid genomförde Rozycka-Tran et al. (2015) en tvärkulturell studie som jämförde svaren från individer i 37 nationer med en skala av nollsummeföreställningar. Denna skala bad individer att ange sin överensstämmelse med påståenden som mätte nollsummetänkande. Till exempel angav ett alternativ på skalan att "Vissa människors framgångar är oftast andras misslyckanden". Rozycka-Tran et al. fann att individer i länder med lägre bruttonationalprodukt i genomsnitt uppvisade starkare nollsummeuppfattningar, vilket tyder på att "tron på nollsummespel verkar uppstå i länder med lägre inkomster, där resurser är knappa" (s. 539). På liknande sätt fann Rozycka-Tran et al. att individer med lägre socioekonomisk status uppvisade starkare nollsummeföreställningar.

#### Övertygelser om resursbrist
Relaterat till erfarenheter av resursknappa miljöer är uppfattningen att en resurs är knapp eller begränsad. Till exempel hänvisar den så kallade klump-av-arbete-felslut till tron att det i ekonomin finns en fast mängd arbete att utföra, och att fördelningen av jobb därför är nollsumma. Även om uppfattningen att en resurs är knapp kan utvecklas genom erfarenheter av resursbrist, är detta inte nödvändigtvis fallet. Till exempel kan individer komma att tro att rikedom är begränsad eftersom det är ett påstående som har upprepats av politiker eller journalister.

#### Övertygelser om resursberättigande
En annan närliggande orsak till nollsummetänkande är tron att man (eller sin grupp) har rätt till en viss andel av en resurs. Ett extremfall är tron att man har rätt till all existerande resurs, vilket antyder att all vinst för en annan är ens egen förlust. Mindre extrem är tron att man (eller sin grupp) är överlägsen och därför har rätt till mer än andra. Till exempel har uppfattningar om nollsummekonkurrens i grupper associerats med delskalan Dominans av personlighetsdraget social dominansorientering, vilket i sig har karakteriserats som en nollsummevärldsbild ("en syn på mänsklig existens som nollsumma", s. 999). Individer som utövar monogami har också visat sig betrakta kärlek i icke-monogama relationer där konsensus äger rum som nollsumme, och det föreslogs att detta kan bero på att de tror att individer i romantiska relationer har rätt till sin partners kärlek.

## Effekter
När individer uppfattar en situation som ett nollsummespel, där en aktörs vinst motsvarar en annan aktörs förlust, ökar benägenheten till konkurrensinriktat beteende och minskad samarbetsvilja. Denna uppfattning leder till att andra parter betraktas som direkta hot. Ett illustrativt exempel är studenter som betygsätts enligt en relativ skala – en nollsummesituation där betyg tilldelas proportionellt till klassens prestation. I sådana scenarier tenderar studenter att vara mindre hjälpsamma mot klasskamrater med liknande akademisk ställning, då de uppfattar den andres framgång som potentiellt skadlig för den egna prestationen.
När individer uppfattar att det finns en nollsummekonkurrens i samhället om resurser som jobb, är det mindre sannolikt att de har pro-invandringsattityder (eftersom invandrare skulle utarma resurserna). Nollsummetänkande kan också leda till vissa sociala fördomar. När individer har nollsummeföreställningar om kärlek i romantiska relationer, är de mer fördomsfulla mot icke-monogamier med konsensuellt uppförande (förmodligen för att uppfattningen om nollsumme får icke-monogami med konsensuellt uppförande att verka otillräcklig eller orättvis).